# Bernadette Martin
Bernadette Martin (verheiratete Louis; * 13. September 1951 in Grenoble) ist eine ehemalige französische Mittelstreckenläuferin und Sprinterin.
Bei den Europameisterschaften 1969 in Athen gewann sie Silber in der 4-mal-400-Meter-Staffel. 1971 erreichte sie bei den Europameisterschaften in Helsinki mit dem französischen Team im Finale der 4-mal-400-Meter-Staffel nicht das Ziel und schied über 400 Meter im Vorlauf aus.
1972 gewann sie bei den Halleneuropameisterschaften in Grenoble Bronze in der 4-mal-360-Meter-Staffel und erreichte über 400 Meter das Halbfinale. Bei den Olympischen Spielen 1972 in München wurde sie Vierte in der 4-mal-400-Meter-Staffel.
Über 800 Meter schied sie bei den Halleneuropameisterschaften 1981 in Grenoble im Vorlauf aus. 1982 wurde sie Vierte bei den Halleneuropameisterschaften in Mailand, scheiterte aber bei den Europameisterschaften in Athen in der ersten Runde.
1981 und 1983 wurde sie Französische Hallenmeisterin über 800 Meter.

## Persönliche Bestzeiten
- 400 m: 53,46 s, 28. Juni 1980, Villeneuve-d’Ascq (handgestoppt: 53,3 s, 27. Juni 1971, Colombes)
- 800 m: 2:02,49 min, 9. Juni 1982, Ost-Berlin